# Łuków
Łuków è una città polacca del distretto di Łuków nel voivodato di Lublino.
Ricopre una superficie di 35,75 km² e nel 2008 contava 30 435 abitanti.

## Amministrazione

### Gemellaggi
- Lazdijai
- Tõrva
- Voisins-le-Bretonneux